# 巴巴多斯总统
巴巴多斯总统（英語：President of Barbados）是加勒比海岛国巴巴多斯在2021年实行共和制后设立的职位，为该国的国家元首和军队最高统帅，任期四年，可连任一次。首任及现任总统为桑德拉·梅森。

## 历史
1966年，巴巴多斯独立，至2021年11月30日之前为英聯邦王國，其国家元首为巴貝多女王（英国女王兼任），女王指派的总督为其在巴巴多斯的代表。
巴巴多斯国内要求实行共和制的呼声由来已久。1979年，一个名为“考克斯宪法委员会”（Cox Commission on the Constitution）的调查委员会成立，负责研究引入议会共和制的可行性；最终该委员会得出结论，认为巴巴多斯人更希望维持君主立宪制，因此在当时并未推进共和制。此后巴巴多斯政府多次提出改制建议，包括公投、修宪等，但因为各种原因未能实现。
2020年10月，巴巴多斯总理米亞·莫特利公开表示，巴巴多斯要在2021年11月之前成为共和国，并以象征性的巴巴多斯国家元首取代英国君主的地位。2021年9月20日，宪法修正案被送交巴巴多斯议会，并于该年10月6日获得议会通过。根据宪法修正案，巴巴多斯将于2021年11月30日转变为议会制共和国，并设立巴巴多斯总统一职，由议会间接选举产生。
2021年10月12日，巴巴多斯总理莫特利和反对党领袖约瑟夫·阿瑟利（Joseph Atherley）共同提名末任总督桑德拉·梅森为唯一总统候选人，巴巴多斯议会于20日无异议任命梅森为该国的首任总统，任期自2021年11月30日始。

## 选举程序
根据巴巴多斯宪法，总统由议会间接选举产生。总理和反对党领袖在现任总统任期届满前90天内，经协商一致，共同提名一名候选人；除非有国会议员提出反对，否则该候选人可不经投票直接当选。
如有议员对候选人提出反对意见，议会两院（参议院和众议院）将分别举行会议，就接受或拒绝该候选人进行投票，只有在参众两院分别获得三分之二的有效票数方可当选。
如果在现任总统卸任前60天仍没有一致同意的候选人，选举将向其他候选人开放。此时候选人必须由总理、反对党领袖或至少10名众议院议员提名。该候选人同样要在参众两院分别获得三分之二的有效票数。

## 职责
与其它议会共和制国家的总统一样，巴巴多斯总统属于“统而不治”的虚位元首，实际权力集中在由总理领导的内阁。总统需要任命最受议会支持的议员担任总理，并必须在总理的指导下任命至少五名部长进入内阁，所有部长对议会负责。
总统与参议院和众议院一起，是议会的三个组成部分之一。由于总统需要根据内阁的建议行事，所以总统在立法过程中的作用仅限于同意和签署法案，使之成为法律。虽然宪法并未规定总统的否决权，但宪法同样没有规定总统需要在法案通过后需要在多长时间内签署，因此理论上，总统可以借此变相否决法案。总统还负责任命参议院的21名议员，其中12名根据总理的建议，2名根据反对党领袖的建议，7名由總統酌情決定。此外，总统还负责召集、中止和解散议会，但这一般需要在内阁提议下实施。
在司法方面，总统有权根据总理和反对党领袖的联合建议任命法官，以及赦免罪犯。

## 历任总统
| # | 姓名        | 肖像 | 任期开始       | 任期结束 | 所属政党 |
| - | ----------- | ---- | -------------- | -------- | -------- |
| 1 | 桑德拉·梅森 |      | 2021年11月30日 |          | 独立人士 |